# Dean Henderson
Dean Bradley Henderson (Whitehaven, 1997. március 12.-) angol válogatott labdarúgó, a Crystal Palace játékosa. Posztját tekintve kapus.

## Pályafutása

### Klubcsapatokban

#### Manchester United
Henderson 14 évesen csatlakozott a Manchester United akadémiájához.
2016. február 22-én José Mourinho először hívta a felnőtt csapat keretéhez, miután több játékos is sérüléssel küzdött. A Shrewsbury Town elleni FA-kupa győzelmet (3-0) a kispadról nézte végig. 2018 júniusában kétéves szerződéshosszabbítást írt alá, szerződése 2020 júniusáig szól.

#### Stockport County
2016. január 12-én a Manchester United kölcsönadta a játékost a Stockport County csapatának ahol egy hónapot töltött el.

#### Grimsby Town
2016. augusztus 31-én Henderson a negyedosztályban folytatta pályafutását, a Grimsby Town csapatánál. James McKeown mögött csak második számú kapusként szerepelt, hét bajnokin kapott játéklehetőséget fél év alatt.
2016. december 26-án  debütált, a Blundell Parkban az Accrington Stanley ellen 2-0-ra megnyert mérkőzésen. Marcus Bignot menedzser dicsérte teljesítményét a találkozót követően.
2017. január 25-én meghosszabbították a szerződését a 2016–17-es szezon végéig, a Manchester United azonban 2017. február 3-án visszahívta Hendersonot harmadik számú kapusnak, Joel Pereira sérülése miatt.

#### Shrewsbury Town
2017. július 10-én Henderson a League One-ban, azaz a harmadosztályban szereplő Shrewsbury Townhoz került a 2017–18-as szezonra. A klubhoz való csatlakozás után az 1-es számú mezt kapta. A szezon első bajnoki fordulójában mutatkozott be új csapatában, a Shrewsbury 1–0-s győzelmet aratott.

#### Sheffield United
2018. június 18-án a 2018–19-es szezon végéig csatlakozott a másodosztályú  Sheffield Unitedhez. 46 bajnoki mérkőzésen védte a feljutást kiharcoló csapat kapuját az idény során, A Manchester United a 2019-2020-as szezonra is kölcsönadta őt a Sheffield Unitednek, Henderson pedig első élvonalbeli szezonjára készülhetett.

#### Újra a Manchester Unitedben
2020. augusztus 14-én nevezték először Hendersont a felnőtt keretbe. Augusztus 26-án új szerződést írt alá, amely 2025 júniusáig köti az angol rekordbajnokhoz. 
A felnőtt csapatban egy 3-0-ra megnyert Ligakupa-mérkőzésen debütált a Luton Town ellen szeptember 22-én. Egy héttel később a Ligakupa negyedik fordulójában is pályára lépett a Brighton elleni 3–0-s győzelem alkalmával. November 4-én a Bajnokok Ligájában is bemutatkozott a United csapatában egy 2–1-es vereség alkalmával az İstanbul Başakşehir ellen. Huszonöt nappal később pályára lépett a bajnokságban is, amikor a megsérülő David de Geát váltotta a második félidőben.
2020. december 5-én lépett először kezdőként pályára a Premier League-ben egy West Ham ellen 3-1-re megnyert mérkőzés alkalmával.

#### Nottingham Forest
Henderson 2022. július 1-én egy évre kölcsönbe került a Premier Leaguebe frissen feljutó Nottingham Forest csapatához.

### A válogatottban

#### A kezdetek
Henderson a U16-os, az U17-es, az U20-as, és az U21-es angol válogatott csapatban is szerepelt. Majd 

#### U20-as válogatott
2016 augusztus végén hívták meg először az angol U20-as válogatottba. Henderson egy Brazília elleni 1-1-es döntetlen alkalmával mutatkozott be a válogatottban 2016. szeptember 1-jén.

#### U21-es válogatott
2017 augusztusában az U21-es válogatott keretének is tagja lett. Második számú kapusként többnyire a kispadról nézte végig a mérkőzések nagy részét. 2018 március 18-án debütált egy barátságos mérkőzésen Romániával szemben, amelyet Anglia 2–1-re nyert meg.

#### Felnőtt válogatott
2019. október 8-án Hendersont Gareth Southgate hívta be először az Angol válogatottba a sérült Tom Heaton helyett. 2020. november 12-én debütált, amikor a  félidőben Nick Popeot váltotta, egy 3–0-ra végződött mérkőzésen az Ír válogatott elleni barátságos mérkőzés alkalmával.

## Statisztika

### Klubcsapatban
2023. január 14-i adatok alapján.
| Klub                        | Szezon         | Bajnokság             | Bajnokság | Bajnokság | Kupa | Kupa | Ligakupa | Ligakupa | Nemzetközi | Nemzetközi | Egyéb | Egyéb | Összes | Összes |
| Klub                        | Szezon         | Osztály               | P.        | Gól       | P.   | Gól  | P.       | Gól      | P.         | Gól        | P.    | Gól   | P.     | Gól    |
| --------------------------- | -------------- | --------------------- | --------- | --------- | ---- | ---- | -------- | -------- | ---------- | ---------- | ----- | ----- | ------ | ------ |
| Manchester United           | 2015–2016      | Premier League        | 0         | 0         | 0    | 0    | 0        | 0        | 0          | 0          | —     | —     | 0      | 0      |
| Manchester United           | 2016–2017      | Premier League        | 0         | 0         | 0    | 0    | 0        | 0        | 0          | 0          | 0     | 0     | 0      | 0      |
| Manchester United           | 2020–2021      | Premier League        | 13        | 0         | 4    | 0    | 4        | 0        | 5          | 0          | —     | —     | 26     | 0      |
| Manchester United           | 2021–2022      | Premier League        | 0         | 0         | 1    | 0    | 1        | 0        | 1          | 0          | —     | —     | 3      | 0      |
| Manchester United           | Összesen       | Összesen              | 13        | 0         | 5    | 0    | 5        | 0        | 6          | 0          | 0     | 0     | 29     | 0      |
| Stockport County (kölcsön)  | 2015–2016      | National League North | 9         | 0         | —    | —    | —        | —        | —          | —          | —     | —     | 9      | 0      |
| Grimsby Town (kölcsön)      | 2016–2017      | League Two            | 7         | 0         | 0    | 0    | —        | —        | —          | —          | 0     | 0     | 7      | 0      |
| Shrewsbury Town (kölcsön)   | 2017–2018      | League One            | 38        | 0         | 2    | 0    | 1        | 0        | —          | —          | 7     | 0     | 48     | 0      |
| Sheffield United (kölcsön)  | 2018–2019      | Championship          | 46        | 0         | 0    | 0    | 0        | 0        | —          | —          | —     | —     | 46     | 0      |
| Sheffield United (kölcsön)  | 2019–2020      | Premier League        | 36        | 0         | 4    | 0    | 0        | 0        | —          | —          | —     | —     | 40     | 0      |
| Sheffield United (kölcsön)  | Összesen       | Összesen              | 82        | 0         | 4    | 0    | 0        | 0        | —          | —          | —     | —     | 86     | 0      |
| Nottingham Forest (kölcsön) | 2022–2023      | Premier League        | 18        | 0         | 0    | 0    | 2        | 0        | —          | —          | —     | —     | 20     | 0      |
| Karrier összes              | Karrier összes | Karrier összes        | 167       | 0         | 11   | 0    | 8        | 0        | 6          | 0          | 7     | 0     | 199    | 0      |

1. ↑  Pályára lépés a Bajnokok Ligájában

### International
2020. november 12-i adatok alapján
| Válogatott          | Év                  | Pályára lépés | Gól |
| ------------------- | ------------------- | ------------- | --- |
| Anglia U16          | 2012                | 1             | 0   |
| Anglia U17          | 2013-2014           | 5             | 0   |
| Anglia U20          | 2016-2017           | 6             | 0   |
| Anglia U21          | 2018-2020           | 9             | 0   |
| Utánpótlás összesen | Utánpótlás összesen | 21            | 0   |
| Anglia              | 2020-               | 1             | 0   |
| Összesen            | Összesen            | 1             | 0   |

## Magánélete
Iskolás korában a megyei krikett válogatottnak volt a tagja.
A Shrewsbury városában töltött ideje alatt fejét kopaszra borotváltatta a Hope House támogatásának érdekében.

## Fordítás
Ez a szócikk részben vagy egészben  a   Dean Henderson című angol Wikipédia-szócikk fordításán alapul.  Az eredeti cikk szerkesztőit annak laptörténete sorolja fel. Ez a jelzés csupán a megfogalmazás eredetét és a szerzői jogokat jelzi, nem szolgál a cikkben szereplő információk forrásmegjelöléseként.

## További információ
- Profil a Manchester United FC weboldalán
- Profil[halott link] a Football Association weboldalán
- Dean Henderson adatlapja a Soccerway oldalon (angolul)